# Emil Heijne
Emil Vilhelm Heijne, född 26 juni 1891 i Kvidinge socken, död 18 november 1948 i Stockholm, var en svensk jurist.
Emil Heijne var son till stationsinspektoren Olof Christian Andersson. Han avlade studentexamen i Helsingborg 1909 och blev juris kandidat vid Lunds universitet 1912. Efter tingstjänstgöring anställdes Heijne som biträdande jurist vid Yngström & Östbergs advokatbyrå i Stockholm 1913 och blev 1917 delägare i Per Yngströms advokatbyrå. Från 1920 bedrev han egen advokatverksamhet i Stockholm och ägnade sig då särskilt åt affärsjuridiken och kom att bli en av de främsta affärsjuristerna i Sverige under sin samtid. Han genomförde med stor framgång flera stora affärsutredningar. Från 1916 var han ledamot av Sveriges advokatsamfund. Heijne var sekreterare hos Stockholms stads allmänna försörjningsinrättning 1916–1917 och tillhörde styrelsen för Stockholms stads rättshjälpsanstalt 1920–1922. Han var dessutom styrelseledamot i ett flertal betydande kommersiella och industriella företag. Bland annat var han VD för AB Sydsvenska bankens stockholmskontor 1928–1929. Från 1920 var han ordförande i Sveriges arbetsgivarförening för hotell och restauranger och från 1921 ordförande i Musiketablissementens förening. Han var även styrelseledamot och sekreterare i Helge Axelson Johnssons stiftelse. Åren 1919–1923 tillhörde Heijne stadsfullmäktige i Stockholm som representant för högerpartiet. Han är begravd på Norra begravningsplatsen utanför Stockholm.